# Sterling Gibbs
Sterling Dupree Gibbs (ur. 17 lipca 1993 w Scotch Plains) – amerykański koszykarz, występujący na pozycji rozgrywającego, od 2023 zawodnik Neptūnas Kłajpeda.
W 2016 reprezentował Washington Wizards podczas rozgrywek letniej ligi NBA w Las Vegas.
26 października 2022 został zawodnikiem Twardych Pierników Toruń. 1 września 2023 dołączył do litewskiego Neptūnasu Kłajpeda.
Jego ojciec Temple grał w futbol amerykański na uczelni Temple.  

## Osiągnięcia
Stan na 5 grudnia 2023, na podstawie, o ile nie zaznaczono inaczej.

### NCAA
- Uczestnik rozgrywek:
  - II rundy turnieju NCAA (2016)
  - turnieju NCAA (2012)
- Mistrz turnieju konferencji Big East (2016)
- MVP turnieju Paradise Jam (2015)
- Zaliczony do:
  - I składu American Athletic Conference All-Academic (2016)
  - II składu Big East (2015)
- Lider konferencji:
  - Big East w skuteczności rzutów za 3 punkty (2015 – 43,6%)
  - American Athletic w:
    - skuteczności rzutów wolnych (2016 – 85,5%)
    - liczbie celnych rzutów za 3 punkty (2016 – 79)

### Drużynowe
- Mistrz Czech (2022)
- 3. miejsce podczas mistrzostw Belgii (2021)
- Zdobywca Pucharu Słowenii (2020)
- Finalista pucharu:
  - Rosji (2018)
  - Czech (2022)
- Uczestnik międzynarodowych rozgrywek:
  - Eurocup (2020/2021)
  - Ligi Mistrzów (2017/2018)
  - FIBA Europe Cup (2016/2017)
  - Superpucharu Ligi Adriatyckiej (2019/2020 – półfinał)

### Indywidualne
- Zaliczony do I składu kolejki EBL (12 – 2022/2023)[9]

### Reprezentacja
- Mistrz Ameryki U–16 (2009)[10]
- Uczestnik igrzysk olimpijskich młodzieży w koszykówce 3x3 (2010 – 4. miejsce)[11]